# Eugene Francis Fama
Eugene Francis «Gene» Fama (Boston, Massachusetts 14 de febrer de 1939) és un economista estatunidenc, guanyador del premi Nobel d'economia en el 2013 per la seua anàlisi empírica dels preus dels actius, molt conegut pel seu treball, empíric i teòric, en la teoria de la cartera de valors i la valuació d'actius financers. Va obtenir el seu títol de grau en francès en la Universitat Tufts l'any 1960 i el seu MBA i Ph.D en economia i finances en la prestigiosa University of Chicago Booth School of Business. Fama ha desenvolupat tota la seua carrera docent en aquesta escola. Va ser guardonat amb el Premi Nobel d'Economia en 2013.
La seua tesi de doctorat, en la qual va concloure que els moviments en els preus de les accions són impredictibles (Estocàstiques) seguint un camí aleatori (random walk), va ser publicada el gener de 1965 en Journal of Business amb el títol del “comportament dels preus accionaris” (The Behavior of Stock Market Prices", Pàgina 34-105). Aqueix treball va ser posteriorment reescrit en un article menys tècnic dit “Camí Aleatori en els Preus del Comprat Accionari” ("Random Walks In Stock Market Prices") el qual va ser publicat en el Financial Analysts Journal el 1965 i Institucional Investor el 1968.
El seu article “L'Ajustament dels Preus Accionaris davant Nova Informació” ("The Adjustment of Stock Prices to New Information") va ser publicat en Internacional Economic Review, 1969 (al costat de diversos coautors) va ser el primer estudi d'esdeveniments que va cercar analitzar com els preus accionaris responen abans un esdeveniment, usant dades de preus provinents de la recent disponible base de dades CRSP (Center for Research in Security Prices).
Fama és sovint citat com el pare de la Hipòtesi d'eficiència dels mercats. En un innovador article publicat al maig de 1970 en Journal of Finance, titulat “Comprat de Capitals Eficient: Una Revisió del Treball teòric i Pràctic”, Fama va proposar dos conceptes crucials que van definir el principi de la discussió sobre els mercats eficients.
1-. Fama va proposar tres tipus d'eficiència:
- Eficient en la seua Forma Forta
- Eficient en la seua Forma *Semi Forta
- Ineficient

2-. Fama va demostrar que la noció d'Eficiència de Mercat no pot ser rebutjada sense el rebuig del Model d'Equilibri de Mercat (Com ho és el CAPM). Aquest concepte conegut com “El Problema de la Hipòtesi Conjunta” ("joint hypothesis problem”) ha irritat des de la seua publicació als investigadors.
En anys recents, producte d'una sèrie de publicacions, Fama s'ha tornat novament controversial. Al costat de Kenneth French com coautor, han posat en dubte la validesa del Cabdal Asset Pricing Model (CAPM). El CAPM diu que el ponderador Beta per si només és capaç d'explicar la tornada esperada. Aquestes publicacions descriuen dos factors que en addició al *Beta que poden explicar de millor forma que el CAPM la tornada esperada. Així ambdós autors van crear el Model dels Tres Factors.
L'any 2005, Fama va ser el primer guanyador del Premie Deutsche Bank en Economia Financera.